# Stictosepta cupularis
Stictosepta cupularis är en svampart som beskrevs av Petr. 1964. Stictosepta cupularis ingår i släktet Stictosepta, divisionen sporsäcksvampar och riket svampar.   Inga underarter finns listade i Catalogue of Life.